# Kokkolan Palloveikot 2016

## Stagione
Nella stagione 2016 il KPV ha disputato l'Ykkönen, seconda serie del campionato finlandese di calcio, terminando il torneo al quinto posto con 39 punti conquistati in 27 giornate, frutto di 11 vittorie, 6 pareggi e 10 sconfitte. In Suomen Cup è sceso in campo a partire dal quarto turno, ma venendo poi eliminato al sesto turno dall'Honka dopo i tempi supplementari.

## Organico

### Rosa
| N. |                      | Ruolo | Calciatore         |
| -- | -------------------- | ----- | ------------------ |
| 1  | Finlandia (bandiera) | P     | Joonas Myllymäki   |
| 2  | Gambia (bandiera)    | D     | Matthew Mendy      |
| 4  | Gambia (bandiera)    | C     | Yankuba Ceesay     |
| 5  | Gambia (bandiera)    | C     | Dawda Bah          |
| 6  | Finlandia (bandiera) | D     | Teemu Mäki         |
| 7  | Finlandia (bandiera) | C     | Jouni Ahvenkoski   |
| 8  | Belgio (bandiera)    | C     | Washilly Tshibasu  |
| 9  | Giamaica (bandiera)  | A     | Chevone Marsh      |
| 10 | Georgia (bandiera)   | A     | Irak'li Sirbiladze |
| 11 | Finlandia (bandiera) | A     | Kim Palosaari      |
| 12 | Finlandia (bandiera) | C     | Aki Sipilä         |
| 14 | Finlandia (bandiera) | C     | Lassi Känsälä      |

| N. |                        | Ruolo | Calciatore        |
| -- | ---------------------- | ----- | ----------------- |
| 15 | Finlandia (bandiera)   | D     | Henri Myntti      |
| 18 | Stati Uniti (bandiera) | C     | Mike Banner       |
| 19 | Svezia (bandiera)      | D     | Felix Gustavsson  |
| 20 | Finlandia (bandiera)   | C     | Ville Luokkala    |
| 21 | Finlandia (bandiera)   | D     | Timo Rauhala      |
| 22 | Finlandia (bandiera)   | P     | Riku Lelo Lunkoka |
| 23 | Finlandia (bandiera)   | C     | Harri Heiermann   |
| 29 | Finlandia (bandiera)   | A     | Antti Palohuhta   |
| 30 | Finlandia (bandiera)   | C     | Ville Huuhka      |
| 32 | Finlandia (bandiera)   | P     | Riku Uuskartano   |
| 33 | Finlandia (bandiera)   | A     | Samu Laitinen     |
| 36 | Finlandia (bandiera)   | P     | Janne Henriksson  |

## Statistiche

### Statistiche di squadra
| Competizione | Punti | In casa | In casa | In casa | In casa | In casa | In casa | In trasferta | In trasferta | In trasferta | In trasferta | In trasferta | In trasferta | Totale | Totale | Totale | Totale | Totale | Totale | DR |
| Competizione | Punti | G       | V       | N       | P       | Gf      | Gs      | G            | V            | N            | P            | Gf           | Gs           | G      | V      | N      | P      | Gf     | Gs     | DR |
| ------------ | ----- | ------- | ------- | ------- | ------- | ------- | ------- | ------------ | ------------ | ------------ | ------------ | ------------ | ------------ | ------ | ------ | ------ | ------ | ------ | ------ | -- |
| Ykkönen      | 39    | 13      | 5       | 4       | 4       | 20      | 21      | 14           | 6            | 2            | 6            | 20           | 22           | 27     | 11     | 6      | 10     | 40     | 43     | -3 |
| Suomen Cup   | -     | 1       | 0       | 0       | 1       | 1       | 2       | 2            | 2            | 0            | 0            | 8            | 0            | 3      | 2      | 0      | 1      | 9      | 2      | +7 |
| Totale       | -     | 14      | 5       | 4       | 5       | 21      | 23      | 16           | 8            | 2            | 6            | 28           | 22           | 30     | 13     | 6      | 11     | 49     | 45     | +4 |